# Kevin Arrieta
Kevin Alberto Arrieta Maroto (San José, 19 de febrero de 1991) es un futbolista costarricense, juega de lateral izquierdo y actualmente milita con el Municipal Grecia de la Primera División de Costa Rica.

## Clubes
| Club             | País       | Año               |
| ---------------- | ---------- | ----------------- |
| Orión F.C.       | Costa Rica | 2010 - 2012       |
| Saprissa         | Costa Rica | 2012              |
| Diriangén FC     | Nicaragua  | 2013              |
| Belén FC         | Costa Rica | 2014 - 2015       |
| Municipal Grecia | Costa Rica | 2016 - actualidad |